# ییژینا شیورتسووا
ییژینا شیورتسووا (چکی: Jiřina Švorcová؛ ۲۵ مهٔ ۱۹۲۸ – ۸ اوت ۲۰۱۱) هنرپیشه اهل جمهوری چک بود.
وی یک کُنشگر کمونیسم بود و انقلاب مخملی در چکسلواکی همچنان به تبلیغ برای حزب کمونیست ادامه داد.